# Hugh Percy, II duca di Northumberland
Hugh Percy, II duca di Northumberland (Coventry, 14 agosto 1742 – Kingston upon Hull, 10 luglio 1817) è stato un generale britannico.

## Biografia
Era il figlio di Sir Hugh Smithson, e di sua moglie, Lady Elizabeth Seymour, figlia di Thomas Seymour, I visconte di Weysmouth. Nel 1750, alla morte del nonno materno Algernon Seymour, VII duca di Somerset, suo padre divenne conte di Northumberland e cambiò il suo cognome in Percy.

## Carriera
Nel 1759, entrò a far parte dell'esercito britannico e, all'età di diciassette anni raggiunse il grado di capitano dell'85º reggimento di fanteria. Combatté con lode nel 1759 nelle battaglie di Bergen e di Minden. Nel 1766, suo padre venne elevato al titolo di duca e lui venne designato con il titolo di conte Percy. In qualità di membro del Parlamento e genero di Lord Bute, Percy venne promosso a colonnello e nominato aiutante di campo del re nel 1764.
Aveva una salute cagionevole (aveva la gotta e problemi di vista).

### Guerra d'indipendenza americana
Nel 1774, fu inviato a Boston con il rango di generale di brigata e colonnello del 5º reggimento di fanteria. Politicamente un Whig, che in un primo momento simpatizzava per i coloni, ma ben presto cominciò a disprezzare il loro comportamento. Partecipò alle battaglia di Lexington
Non partecipò alla Battaglia di Bunker Hill, forse a causa di un litigio con il generale Howe, un uomo con cui Percy non andava d'accordo. L'anno seguente, Percy comandò una divisione durante la battaglia di Long Island e condusse l'assalto a Fort Washington. Nel 1777 venne promosso al grado di tenente generale, ma disgustato dalla condotta della guerra dal generale Howe che si dimise e lasciò l'America nello stesso anno.

### Carriera politica
Nel 1766 divenne membro del Parlamento rappresentando il Northumberlandshire mentre nel 1764 era stato nominato aiutante di campo del re.
Fu Intendente del Northumberland (1786-1796) e Vice Lord Viceammiraglio del Northumberland a vita.

## Matrimonio

### Primo Matrimonio
Sposò, il 2 luglio 1764, Lady Anne Stuart (1745-1780), figlia di John Stuart, III conte di Bute. Non ebbero figli.

### Secondo Matrimonio
Sposò, il 23 maggio 1779, Frances Julia Burrell (?-28 aprile 1820), figlia di Peter Burrell. Ebbero nove figli ma solo quattro raggiunsero l'età adulta:
- Lady Emily Frances (7 gennaio 1789-21 giugno 1844), sposò James Murray, I barone Glenlyon, ebbero quattro figli;
- Lady Agnes (1791-1856), sposò Frederick Buller, non ebbero figli;
- Hugh Percy, III duca di Northumberland (20 aprile 1795-11 febbraio 1847);
- Algernon Percy, IV duca di Northumberland (15 dicembre 1797-12 febbraio 1865).

Fu protettore, insieme al figlio primogenito, Lord Hugh, del fratellastro James Smithson.

## Ascendenza
|                                        |                                      |                                                  | Genitori                                        |  |  | Nonni |  |  | Bisnonni                     |  |  | Trisnonni                     |  |
|                                        |                                      |                                                  |                                                 |  |  |       |  |  | Hugh Smithson, III baronetto |  |  | Jerome Smithson, II baronetto |  |
|                                        |                                      |                                                  |                                                 |  |  |       |  |  | Hugh Smithson, III baronetto |  |  | Jerome Smithson, II baronetto |  |
|                                        |                                      | Mary Wingate                                     |                                                 |  |  |       |  |  | Hugh Smithson, III baronetto |  |  |                               |  |
| Langdale Smithson                      |                                      |                                                  |                                                 |  |  |       |  |  | Hugh Smithson, III baronetto |  |  |                               |  |
|                                        |                                      | Jane Langdale                                    | Marmaduke Langdale, II barone Langdale di Holme |  |  |       |  |  |                              |  |  |                               |  |
|                                        |                                      | Jane Langdale                                    | Marmaduke Langdale, II barone Langdale di Holme |  |  |       |  |  |                              |  |  |                               |  |
|                                        |                                      | Jane Langdale                                    | Elizabeth Savage                                |  |  |       |  |  |                              |  |  |                               |  |
| Hugh Percy, I duca di Northumberland   |                                      | Jane Langdale                                    |                                                 |  |  |       |  |  |                              |  |  |                               |  |
|                                        |                                      | William Reveley                                  | George Reveley                                  |  |  |       |  |  |                              |  |  |                               |  |
|                                        |                                      | William Reveley                                  | George Reveley                                  |  |  |       |  |  |                              |  |  |                               |  |
|                                        |                                      | William Reveley                                  | Barbara Mitford                                 |  |  |       |  |  |                              |  |  |                               |  |
| Philadelphia Reveley                   |                                      | William Reveley                                  |                                                 |  |  |       |  |  |                              |  |  |                               |  |
|                                        |                                      | Margery Willey                                   | Robert Willye                                   |  |  |       |  |  |                              |  |  |                               |  |
|                                        |                                      | Margery Willey                                   | Robert Willye                                   |  |  |       |  |  |                              |  |  |                               |  |
|                                        |                                      | Margery Willey                                   | Margery Willye                                  |  |  |       |  |  |                              |  |  |                               |  |
| Hugh Percy, II duca di Northumberland  |                                      | Margery Willey                                   |                                                 |  |  |       |  |  |                              |  |  |                               |  |
|                                        | Charles Seymour, VI duca di Somerset | Charles Seymour, II barone Seymour di Trowbridge |                                                 |  |  |       |  |  |                              |  |  |                               |  |
|                                        | Charles Seymour, VI duca di Somerset | Charles Seymour, II barone Seymour di Trowbridge |                                                 |  |  |       |  |  |                              |  |  |                               |  |
|                                        | Charles Seymour, VI duca di Somerset | Elizabeth Alington                               |                                                 |  |  |       |  |  |                              |  |  |                               |  |
| Algernon Seymour, VII duca di Somerset | Charles Seymour, VI duca di Somerset |                                                  |                                                 |  |  |       |  |  |                              |  |  |                               |  |
|                                        |                                      | Elizabeth Percy, baronessa Percy                 | Josceline Percy, XI conte di Northumberland     |  |  |       |  |  |                              |  |  |                               |  |
|                                        |                                      | Elizabeth Percy, baronessa Percy                 | Josceline Percy, XI conte di Northumberland     |  |  |       |  |  |                              |  |  |                               |  |
|                                        |                                      | Elizabeth Percy, baronessa Percy                 | Elizabeth Wriothesley                           |  |  |       |  |  |                              |  |  |                               |  |
| Elizabeth Seymour, II baronessa Percy  |                                      | Elizabeth Percy, baronessa Percy                 |                                                 |  |  |       |  |  |                              |  |  |                               |  |
|                                        |                                      | Henry Thynne                                     | Thomas Thynne, I visconte Weymouth              |  |  |       |  |  |                              |  |  |                               |  |
|                                        |                                      | Henry Thynne                                     | Thomas Thynne, I visconte Weymouth              |  |  |       |  |  |                              |  |  |                               |  |
|                                        |                                      | Henry Thynne                                     | Frances Finch                                   |  |  |       |  |  |                              |  |  |                               |  |
| Frances Thynne                         |                                      | Henry Thynne                                     |                                                 |  |  |       |  |  |                              |  |  |                               |  |
|                                        |                                      | Grace Strode                                     | George Strode                                   |  |  |       |  |  |                              |  |  |                               |  |
|                                        |                                      | Grace Strode                                     | George Strode                                   |  |  |       |  |  |                              |  |  |                               |  |
|                                        |                                      | Grace Strode                                     | Grace FitzJames                                 |  |  |       |  |  |                              |  |  |                               |  |
|                                        |                                      | Grace Strode                                     |                                                 |  |  |       |  |  |                              |  |  |                               |  |